# Gymnogelastis
Gymnogelastis is een geslacht van vlinders van de familie roestmotten (Heliodinidae), uit de onderfamilie Orthoteliinae.

## Soorten
- G. lilitha Meyrick, 1930
- G. miranda (Meyrick, 1913)